# Fritz Zulauf
Fritz Zulauf, född 19 april 1893, död december 1941 i Zürich, var en schweizisk sportskytt.
Zulauf blev olympisk bronsmedaljör i militärpistol vid sommarspelen 1920 i Antwerpen.